# Fabijan Jaremicz
Fabijan Jaremicz, Fabjan Jeremič (biał. Фабіян Ярэміч; ur. 18 stycznia 1891 w Dulowcach k. Wołkowyska, zm. 29 czerwca 1958 w Wilnie) – białoruski działacz polityczny, dziennikarz, poseł na Sejm II RP.

## Życiorys
Pochodził z osiadłej w guberni grodzieńskiej rodziny rolniczej. W 1912 ukończył szkołę elektrotechniczną w Petersburgu. Związany z rosyjskim ruchem socjaldemokratycznym w latach 1910–1912 aresztowany i więziony w stolicy Rosji. 
W okresie 1912–1917 pracował przy obsłudze stacji telefonicznych w Petersburgu, później na podobnym stanowisku w Wilnie. 
W czasie wojny polsko-bolszewickiej walczył po stronie RP w białoruskim pułku strzelców. 
W okresie 1918–1921 członek Rady Białoruskiej Republiki Ludowej i Białoruskiego Narodowego Komitetu w Wilnie. W latach 20. wiceprezes Białoruskiego Związku Włościańskiego. Był redaktorem białoruskich czasopism, m.in. „Sialańskiej Niwy”, której wydawcą pozostawał od 1925 do 1930. 
Poseł na Sejm RP I, II i III kadencji (1922–1935), reprezentował okręgi Pińsk i Nowogródek. W latach 1922–1925 pełnił funkcję wiceszefa Klubu Białoruskiego w parlamencie. W 1928 na krótko aresztowany za działalność antypaństwową. 
W latach 30. osadnik wojskowy na Kresach Północno-Wschodnich, członek Związku Osadników. 
Po wybuchu II wojny światowej przedostał się do Francji, gdzie przebywał do 1941. W czasie okupacji Białorusi pracował w niemieckiej administracji Mińska i Borysowa. 
Za kolaborację z III Rzeszą został w 1945 aresztowany przez NKWD i zesłany do łagru. Po zwolnieniu zamieszkał w Wilnie, gdzie zmarł dwa lata później.